# Mundo Novo (Bahia)
Mundo Novo è un comune del Brasile nello Stato di Bahia, parte della mesoregione del Centro-Norte Baiano e della microregione di Itaberaba.